# Емилиана Торини
Емилиана Торини Давидсдоухтир (на исландски: Emiliana Torrini Davíðsdóttir) е исландска певица.

## Биография
Родена е на 16 май 1977 година в градче близко до Рейкявик, дъщеря на италианец и исландка.
Тя става известна с дебютния си албум „Love In The Time Of Science“, който излиза на пазара през 1999 година. Когато е на седем години, Емилиана се присъединява към детски хор, където се изявява като сопрано и впоследствие на 15 години започва да учи в оперното училище. Става известна в Исландия, когато през 1994 г. печели музикален конкурс за деца, с песента „I Will Survive“.
Световна популярност добива с изпълнението на „Песента на Ам Гъл“ („Gollum Song“) – финална песен от втората част на трилогията на Питър Джаксън, „Властелинът на пръстените“, „Двете кули“. Изпълнението е поверено на Торини след като сънародничката ѝ Бьорк се отказва поради бременността си.